# Galeruca yunnana
Galeruca yunnana is een keversoort uit de familie bladkevers (Chrysomelidae). De wetenschappelijke naam van de soort werd in 1997 gepubliceerd door Yang & Li in Li & Yao.